# Biathlon agli VIII Giochi olimpici invernali
L'unica gara in programma del biathlon agli VIII Giochi olimpici invernali, si svolse il giorno 21 febbraio 1960 al McKinney Creek Stadium a Tahoma 24 Km da Squaw Valley.
Si trattava di una prova maschile sui 20 Km con quattro riprese di tiro.

## Classifica Finale
Ad ogni errore penalità di 2' sul tempo finale.
| Pos.    | Atleta              | Nazione                   | Tempo     | Errori al tiro | Errori al tiro | Errori al tiro | Errori al tiro | Errori al tiro | Tempo + Penalità |
| Pos.    | Atleta              | Nazione                   | Tempo     | I              | II             | III            | IV             | Totale         | Tempo + Penalità |
| ------- | ------------------- | ------------------------- | --------- | -------------- | -------------- | -------------- | -------------- | -------------- | ---------------- |
| Oro     | Klas Lestander      | Svezia                    | 1:33'21"6 | 0              | 0              | 0              | 0              | 0              | 1:33'21"6        |
| Argento | Antti Tyrväinen     | Finlandia                 | 1:29'57"7 | 1              | 1              | 0              | 0              | 2              | 1:33'57"7        |
| Bronzo  | Aleksandr Privalov  | Unione Sovietica          | 1:28'54"2 | 0              | 0              | 0              | 3              | 3              | 1:34'54"2        |
| 4       | Vladimir Melanin    | Unione Sovietica          | 1:27'42"4 | 1              | 1              | 2              | 0              | 4              | 1:35'42"4        |
| 5       | Valentin Pshenitsyn | Unione Sovietica          | 1:30'45"8 | 0              | 1              | 1              | 1              | 3              | 1:36'45"8        |
| 6       | Dmitry Sokolov      | Unione Sovietica          | 1:28'16"7 | 2              | 0              | 0              | 3              | 5              | 1:38'16"7        |
| 7       | Ola Wærhaug         | Norvegia                  | 1:36'35"8 | 0              | 1              | 0              | 0              | 1              | 1:38'35"8        |
| 8       | Martti Meinilä      | Finlandia                 | 1:29'17"0 | 0              | 1              | 2              | 2              | 5              | 1:39'17"0        |
| 9       | Kuno Werner         | Squadra Unificata Tedesca | 1:29'33"8 | 2              | 1              | 1              | 2              | 6              | 1:41'33"8        |
| 10      | Henry Hermansen     | Norvegia                  | 1:34'20"1 | 0              | 0              | 0              | 4              | 4              | 1:42'20"1        |
| 11      | Jon Istad           | Norvegia                  | 1:36'53"5 | 1              | 1              | 2              | 0              | 4              | 1:44'53"5        |
| 12      | Tage Lundin         | Svezia                    | 1:33'56"3 | 0              | 2              | 3              | 1              | 6              | 1:45'56"3        |
| 13      | Herbert Kirchner    | Squadra Unificata Tedesca | 1:38'35"6 | 1              | 0              | 1              | 2              | 4              | 1:46'35"6        |
| 14      | John Burritt        | Stati Uniti               | 1:36'36"8 | 0              | 1              | 3              | 1              | 5              | 1:46'36"8        |
| 15      | Eero Laine          | Finlandia                 | 1:33'28"3 | 2              | 0              | 4              | 1              | 7              | 1:47'28"3        |
| 16      | Sven Agge           | Svezia                    | 1:30'21"7 | 3              | 3              | 3              | 0              | 9              | 1:48'21"7        |
| 17      | Horst Nickel        | Squadra Unificata Tedesca | 1:32'28"9 | 3              | 1              | 0              | 4              | 8              | 1:48'28"9        |
| 18      | Pentti Taskinen     | Finlandia                 | 1:36'29"7 | 0              | 3              | 2              | 2              | 7              | 1:50'29"7        |
| 19      | Adolf Wiklund       | Svezia                    | 1:30'07"8 | 2              | 3              | 3              | 4              | 12             | 1:54'07"8        |
| 20      | Kurt Hinze          | Squadra Unificata Tedesca | 1:36'36"5 | 3              | 2              | 2              | 2              | 9              | 1:54'36"5        |
| 21      | Dick Mize           | Stati Uniti               | 1:33'56"2 | 3              | 3              | 5              | 0              | 11             | 1:55'56"2        |
| 22      | René Mercier        | Francia                   | 1:26'13"2 | 4              | 4              | 2              | 5              | 15             | 1:56'13"2        |
| 23      | Gustav Hanson       | Stati Uniti               | 1:40'06"2 | 3              | 3              | 2              | 1              | 9              | 1:58'06"2        |
| 24      | Larry Damon         | Stati Uniti               | 1:33'38"2 | 5              | 3              | 3              | 2              | 13             | 1:59'38"2        |
| 25      | Victor Arbez        | Francia                   | 1:25'58"4 | 4              | 5              | 5              | 4              | 18             | 2:01'58"4        |
| 26      | Pál Sajgó           | Ungheria                  | 1:34'27"3 | 5              | 3              | 2              | 4              | 14             | 2:02'27"3        |
| 27      | Gilbert Mercier     | Francia                   | 1:29'16"6 | 4              | 4              | 4              | 5              | 17             | 2:03'16"6        |
| 28      | Paul Romand         | Francia                   | 1:28'48"4 | 5              | 5              | 4              | 4              | 18             | 2:04'48"4        |
| 29      | John A. Moore       | Gran Bretagna             | 1:40'50"8 | 4              | 2              | 4              | 4              | 14             | 2:08'50"8        |
| 30      | Norman Shutt        | Gran Bretagna             | 1:45'36"5 | 2              | 5              | 3              | 3              | 13             | 2:11'36"5        |